# Act Yasukawa
Yuka Yasukawa (安川結花 Yasukawa Yuka?, Misawa, prefectura de Aomori, 13 de noviembre de 1986) es una luchadora profesional japonesa más conocida bajo el nombre de Act Yasukawa (安川惡斗 Yasukawa Akuto?), quien actualmente trabaja en Actwres Girl'Z como líder del stable Beastz Rebellion bajo el nombre de ACT (惡斗 Akuto).
En su debut en la lucha libre profesional en 2012, luchó exclusivamente para la promoción de Joshi puroresu World Wonder Ring Stardom. Yasukawa era conocida por incorporar temporalmente la ceguera en su ojo derecho, un efecto de la enfermedad de Graves, en su persona al usar un parche en el ojo. También era conocida por llevar comúnmente una botella de ron al ring para escupir a las personas como parte de su actuación. Yasukawa se retiró temporalmente en 2015 después del incidente Shoot con Yoshiko. Regresaría como performer para Actwres Girl'Z en mayo de 2021, retomando su personaje de ACT en octubre de 2022.
Dentro de sus logros fue una vez Campeona Artística de Stardom y dos veces Campeona Maravillosa de Stardom.

## Carrera

### Circuito independiente (2012)
Yasukawa hizo su debut en la lucha libre profesional saliendo victoriosa contra Yuuri Haruka en el Shin Ring de Shin-Kiba en Tokio, Japón.

### World Wonder Ring Stardom (2013-2016)
En el primer mes de 2013, Yasukawa capturó su primer campeonato de lucha libre profesional junto a los socios del equipo con Natsuki☆Taiyo y Saki Kashima. El trío ganó un torneo para decidir a las primeras Campeonas Artísticas de Stardom. Sin embargo, el equipo se vio obligado a abandonar su título tres meses más tarde como resultado de las lesiones en la columna cervical de Act Yasukawa.
El 4 de noviembre de 2013, Yasukawa derrotó a Dark Angel para ganar el Campeona Maravillosa de Stardom en el lugar de honor de puroresu, Korakuen Hall. Yasukawa retuvo el campeonato hasta junio de 2014, cuando se vio obligada a abandonar el título debido al deterioro de la tiroides relacionado con la enfermedad de Graves. Durante este tiempo, Yasukawa se sometió a una cirugía de cataratas. Mientras estaba en recuperación, Yasukawa continuó participando en shows de Stardom vendiendo su mercadería y siendo parte de la cuadrilla del lugar.
Yasukawa regresó al ring el 7 de diciembre de 2014, formando equipo con Kellie Skater en una derrota contra Kairi Hojo y Koguma.
En el Stardom 4th Anniversary Show en Korakuen Hall, Yasukawa derrotó a Mayu Iwatani para ganar el Campeonato Maravilloso de Stardom por segunda vez. Ella es la primera de las tres personas hasta ahora en tener el título dos veces.
El 22 de febrero de 2015, Yasukawa tenía programado desafiar a Yoshiko por el Campeonato Mundial de Stardom en el evento principal de un espectáculo de Korakuen Hall. Sin embargo, el combate no dio lugar a contiendas cuando Yoshiko comenzó a Shoot a Yasukawa, golpeándola legitimamente hasta el punto de que el combate debía ser detenido. Después del combate, Yasukawa, con una cara ensangrentada y muy hinchada, fue llevada de urgencia a un hospital de Tokio, donde se le diagnosticó fractura de mejillas, huesos nasales y orbitales, lo que requeriría cirugía. El incidente recibió la atención de la corriente principal en Japón y se hizo conocido como "Seisan Matchi" ("Terrible Lucha" en español).
El 1 de mayo, Yasukawa se vio obligada a abandonar el Campeonato Maravilla de Stardom debido a las fracturas faciales infligidas a ella a principios de año.
Yasukawa finalmente regresó al ring el 23 de septiembre de 2015. El 1 de diciembre, Yasukawa anunció que se retiraría de la lucha libre profesional el 23 de diciembre. En su lucha de despedida, Yasukawa y Kyoko Kimura derrotaron Haruka Kato y Kairi Hojo siendo su última lucha definitiva.
Después de su retiro, Yasukawa continuó trabajando en Stardom como mánager de Oedo Tai, hasta salir de la empresa a mediados de 2016.

## Campeonatos y logros
- World Wonder Ring Stardom
  - Wonder of Stardom Championship (2 veces)
  - Artist of Stardom Championship (1 vez) – con Natsuki☆Taiyo & Saki Kashima
  - Goddesses of Stardom Tag Tournament (2013) – with Kyoko Kimura
  - Fighting Spirit Award (2013, 2015)[15][16]
  - Technique Award (2012)[4]